# 유원대학교
유원대학교(U1大學校, U1 University)는 대한민국 충청북도 영동군과 충청남도 아산시에 있는 사립 대학이다.

## 연혁
유원대학교는 1993년 12월 17일, 김맹석이 설립한 학교법인 금강학원에 의해 영동공과대학으로 설립되었으며, 1994년 3월 8일 개교하였다. 이후 1995년 영동공과대학교, 1997년 영동대학교로 교명을 변경하였다.
2016년 3월 2일, 충청남도 아산시에 아산캠퍼스를 개교하며 캠퍼스를 확장하였고, 같은 해 9월 1일, 지금의 교명인 유원대학교(U1 University)로 교명을 변경하였다.

## 교육편제
유원대학교는 진리탐구와 사회봉사를 교육이념으로 삼고 소통공감, 전문지식 활용, 창의융합, 나눔배려 역량 등을 갖춘 인재를 양성하는 것을 목표로 교육을 실시한다. 유원대학교는 단과대학 구분 없이 학부 단위를 설립하여 학부 교육을 편제하고 있다. 대학원의 경우 특수대학원 1개원을 설립하고 있다.

### 학부
영동캠퍼스에 경찰·소방행정학부, 사회복지학부, 스포츠학부 등 3학부, 9학과, 6전공을 설치하고 있다. 아산캠퍼스에 경찰학부 등 1학부, 11학과, 1전공을 설치하고 신입생을 모집하고 있다.

### 대학원
유원대학교는 일반대학원이 설립되어 있지 않으며, 2022년 기준 특수대학원으로 산업정보대학원을 설립하여 석사 과정만을 제공하고 있다.

## 교육 방침상의 특징

### 설립 및 학문적 비전
유원대학교는 설립 초기, 대한민국을 대표하는 연구중심 이공계 특성화 대학인 포항공과대학교(POSTECH)와 유사한 공학 중심 대학을 목표로 하였다. 이를 기반으로 과학기술 및 산업 발전에 기여할 인재를 양성하고, 첨단 연구 역량을 강화하는 교육 시스템을 구축하였다. 현재는 공학뿐만 아니라 경영, 인문, 사회과학, 보건 및 예체능 분야로 학문 영역을 확장하여, 실용성과 창의성을 갖춘 교육을 제공하고 있다.

### 특성화 및 연구 활동
유원대학교는 지역사회와 산업 발전에 기여하는 특성화 교육을 운영하며, 영동군의 대표 특산물인 포도 및 와인 산업과 관련한 연구 및 창업 지원 프로그램을 추진하고 있다. 이를 통해 학생들은 지역 산업과 연계된 실습을 경험할 수 있으며, 실용적 연구를 바탕으로 농업과 바이오기술을 접목한 첨단 산업 연구도 활발히 진행되고 있다.
또한, 유원대학교는 연구 중심 대학 모델을 참고하여, 첨단 연구시설과 산학협력 프로그램을 확대하고 있다. 이를 통해 4차 산업혁명 시대에 대응할 수 있는 창의적이고 혁신적인 인재를 양성하고 있다.

### 글로벌 협력 및 미래 비전
유원대학교는 국제적 경쟁력을 갖춘 대학으로 성장하기 위해 국내외 대학 및 연구 기관과의 협력을 지속적으로 강화하고 있다. 해외 대학과의 교환학생 프로그램, 국제 공동 연구 프로젝트, 복수 학위 과정 등을 통해 학생들에게 글로벌 학습 경험을 제공하고 있으며, 해외 학계 및 산업과의 협력을 통해 국제적 네트워크를 구축하고 있다.
특히, AI, 빅데이터, 바이오테크, 환경과학 등 첨단 기술 분야의 연구를 강화하여, 미래 사회를 선도할 핵심 인재를 양성하는 것을 목표로 하고 있다. 
유원대학교는 미래 지향적 교육, 연구 혁신, 지역사회 발전을 핵심 가치로 삼으며, 지속적인 성장과 혁신을 통해 글로벌 경쟁력을 갖춘 대학으로 도약하고 있다. 연구 중심 교육과 실용 학문의 융합을 통해, 세계적인 연구 대학 모델을 지향하며, 첨단 기술과 지역사회 발전을 아우르는 종합 대학으로 발전하고 있다.

## 위상

### 사회공헌
유원대학교(구 영동대학교)는 2016년 3월, 충청남도 아산시에 아산캠퍼스를 개교하며 교육 환경을 확장하였다. 이는 지역 사회와 연계한 교육의 질 향상과 학생들의 교육 선택권 확대를 목표로 한 결정이었다. 영동캠퍼스와 아산캠퍼스는 이원화 캠퍼스 체계를 유지하며 각각의 특성을 살린 교육을 제공하고자 했다. 대학 측은 아산캠퍼스 개교가 영동캠퍼스 축소를 의미하는 것이 아니라, 오히려 대학의 발전과 교육 기회의 확대를 위한 전략적인 결정임을 강조했다.
아산캠퍼스 개교와 함께 교명 변경을 추진하는 과정에서 영동군과 협의를 거쳐 현재의 교명인 '유원대학교'로 변경하는 데 합의하였다. 이는 대학과 지역 사회 간 상생을 위한 중요한 협력의 일환이었다.
또한 유원대학교는 지역사회와의 협력을 더욱 강화하고, 지역 주민들의 삶의 질 향상에 기여하기 위해 다양한 사회공헌 활동을 추진하고 있다. 특히 대학생들이 지역 노인들의 건강한 생활을 유지할 수 있도록 돕는 봉사과목을 운영하며, 이를 통해 학생들은 실천적 교육을 경험하고 지역사회에 실질적인 도움을 제공해왔다. 이러한 노력은 대학의 이름과 교명 변경 문제와는 별개로, 지역사회 발전에 기여하는 고등교육 기관으로서의 역할을 지속적으로 수행하고 있음을 보여준다.
2021학년도에 대학 측이 학사 운영 효율화를 위해 영동캠퍼스의 입학 정원을 일부 조정하자, 영동군은 이에 대한 우려를 표하며 재정지원금 환수를 검토했다. 이후, 일부 단체에서 대학의 지원금 사용 문제를 제기하며 법적 대응이 진행되었으나, 2023년 1월 영동군과 유원대학교는 다시금 상생 협약을 체결하며 원만한 해결을 도모하였다.
유원대학교는 앞으로도 지역과 함께 성장하는 대학으로서, 교육뿐만 아니라 지역사회 발전과 복지 증진을 위한 다양한 활동을 지속적으로 확대해 나갈 계획이다.

## 사건과 비판
2023년 5월, 대한민국 교육부는 유원대학교 운영법인인 금강학원에 대해 정기 감사를 실시한 결과, 일부 행정 절차와 관련한 사항을 지적하며 총장인 채훈관에 대한 해임을 권고했다. 감사에서 교육부는 자녀 교수 채용 과정, 학생생활관 관리비 집행, 업무용 차량 사용 등의 문제를 지적하였으나, 총장 측은 학교 운영 전반에 중대한 피해를 초래한 사안이 아니며 해임 권고 처분이 과도하다는 입장을 밝혔다. 이에 따라 법적 대응을 포함한 다양한 절차를 검토하겠다고 발표했다.
한편, 교육부의 감사 이후 대학 내부에서 일부 인사 조정이 이루어졌으며, 이에 대해 다양한 의견이 제기되었다. 일부에서는 내부 고발과 관련된 보복 인사 논란이 제기되었으나, 대학 측은 인사 조정이 감사와는 무관한 정상적인 행정 절차의 일환이라고 설명하며, 학교 운영의 투명성과 공정성을 지속적으로 강화해 나가겠다는 입장을 밝혔다.

## 같이 보기
- 대한민국의 교육
- 영동층군